# Better Man – Die Robbie Williams Story
Better Man – Die Robbie Williams Story (Originaltitel Better Man) ist eine Filmbiografie über den britischen Sänger Robbie Williams aus dem Jahr 2024 von Regisseur Michael Gracey, der gemeinsam mit Oliver Cole und Simon Gleeson auch das Drehbuch schrieb. Robbie Williams wurde durch einen mit Motion Capture generierten Schimpansen verkörpert. In der englischsprachigen Originalfassung wird der Off-Kommentar von Williams gesprochen.

## Handlung
Der Film erzählt über den Aufstieg, Fall und Wiederaufstieg von Robbie Williams. Der junge Robbie träumt davon, ein Star zu werden. Mit 16 Jahren wird er von Musikmanager Nigel Martin-Smith als Mitglied der Boygroup Take That engagiert. Die Band tritt bald in Fußballstadien auf und erobert die Charts.
Allerdings soll Robbie nur zu den Liedern seines Kollegen Gary Barlow tanzen, Robbie dagegen möchte eigene Songs schreiben und singen. Aus Frust nimmt er Drogen und trinkt Alkohol. Nach Drogen- und Partyexzessen muss er die Band verlassen. Von Sucht und Selbstzweifeln geplagt, steht er vor dem kompletten Absturz.

## Besetzung und Synchronisation
Die deutschsprachige Synchronisation übernahm die RC Production. Dialogregie führte Leonhard Mahlich, der auch das Dialogbuch schrieb.
| Rolle              | Darsteller            | Synchronsprecher    |
| ------------------ | --------------------- | ------------------- |
| Robbie Williams    | Jonno Davies          | Björn Schalla       |
| Peter              | Steve Pemberton       | Michael Iwannek     |
| Nigel Martin Smith | Damon Herriman        | Frank Schaff        |
| Nicole Appleton    | Raechelle Banno       | Alice Bauer         |
| Betty              | Alison Steadman       | Isabella Grothe     |
| Berufsberater      | John Lloyd Fillingham | Frank Röth          |
| Chris Briggs       | Anthony Hayes         | Olaf Reichmann      |
| Declan             | Patrick Harvey        | Manuel Straube      |
| Gary Barlow        | Jake Simmance         | Alexander Doering   |
| Guy Chambers       | Tom Budge             | Rainer Fritzsche    |
| Howard Donald      | Liam Head             | Tim Knauer          |
| Janet              | Kate Mulvany          | Katrin Fröhlich     |
| Jason Orange       | Chase Vollenweider    | Nico Sablik         |
| Liam Gallagher     | Leo Harvey-Elledge    | Leonhard Mahlich    |
| Manchester Junge   | Jack McMinn           | Jaron Müller-Schuch |
| Mark Owen          | Jesse Hyde            | Jannik Endemann     |
| Melissa            | Rose Flanagan         | Olivia Büschken     |
| Michael Parkinson  | John Waters           | Reinhard Kuhnert    |
| Nate               | Frazer Hadfield       | Timmo Niesner       |
| Robbie (Kind)      | Carter J. Murphy      | Moritz Ost          |
| Robbie (Kind)      | Asmara Feik           | Moritz Ost          |
| TV-Moderatorin     | Jessica Lu            | Lin Gothoni         |

## Produktion und Hintergrund
Der Film wurde von Lost Bandits, Footloose Productions (beide USA) und der australischen Showman produziert, Produzenten waren Paul Currie, Jules Daly, Michael Gracey, Coco Xiaolu Ma und Craig McMahon. Dreharbeiten fanden Mitte 2022 in den Docklands Studios in Melbourne statt. Im November 2022 wurde im Rahmen von zwei Konzerten von Robbie Williams in der Royal Albert Hall in London gedreht.
Die Kamera führte Erik A. Wilson, die Musik schrieb Batu Sener, die Montage verantworteten Jeff Groth, Spencer Susser, Martin Connor, Lee Smith und Patrick Correll. Das Szenenbild gestaltete Joel Chang und das Kostümbild Cappi Ireland. Von der Motion Picture Association erhielt der Film ein R-Rating.
Jonno Davies verkörpert den erwachsenen Robbie Williams als einen mit Motion Capture generierten Schimpansen, der Off-Kommentar wurde in der englischsprachigen Originalfassung von Williams gesprochen. Robbie Williams als Kind wird, ebenfalls per Motion Capture, von Asmara Feik dargestellt. Die Idee, Robbie Williams nicht als Menschen, sondern als Affen darzustellen, kam Regisseur Gracey im Gespräch mit Robbie Williams, als dieser sich „buchstäblich als einen performenden Affen“ bezeichnete und sagte, „er sei einfach wie ein Affe zum Auftritt gezerrt worden.“ Die visuellen Effekte stammten von Wētā FX, die beispielsweise auch für die Filmtrilogie Der Herr der Ringe verantwortlich zeichnete. Regisseur Gracey inszenierte zuvor unter anderem für den 2018 erschienenen Musicalfilm Greatest Showman über den Zirkuspionier P. T. Barnum mit Hugh Jackman in der Titelrolle. Nach Beschwerden von Gary Barlow wurden Änderungen am Drehbuch vorgenommen, die Barlow in einem etwas besseren Licht erscheinen ließen.

## Musik
Im Film sind beispielsweise die Lieder She’s the One, Let Me Entertain You, Rock DJ und Angels zu hören.
Das Lied Forbidden Road von Robbie Williams stieg Ende November 2024 auf Platz 20 der UK Singles Downloads Charts ein. Für die Oscarverleihung 2025 wurde Forbidden Road disqualifiziert. Laut der Academy of Motion Picture Arts and Sciences enthalte das Lied Elemente eines bestehenden Songs, der nicht speziell für den Film komponiert worden sei. Der Song weise angeblich Ähnlichkeiten mit dem Titel I Got a Name (1973) auf, der von Akademiemitglied Charles Fox (Musik) sowie Norman Gimbel (Text) für den Film The Last American Hero geschrieben wurde.
Der Soundtrack wurde am 27. Dezember 2024 digital via Columbia Records veröffentlicht, die Veröffentlichung auf CD erfolgte am 17. Januar 2025. Das Album landete auf Platz eins der irischen und britischen Albumcharts. In den deutschen Albumcharts erreichte das Album Rang drei, konnte sich jedoch an der Chartspitze der Popcharts platzieren.

## Veröffentlichung

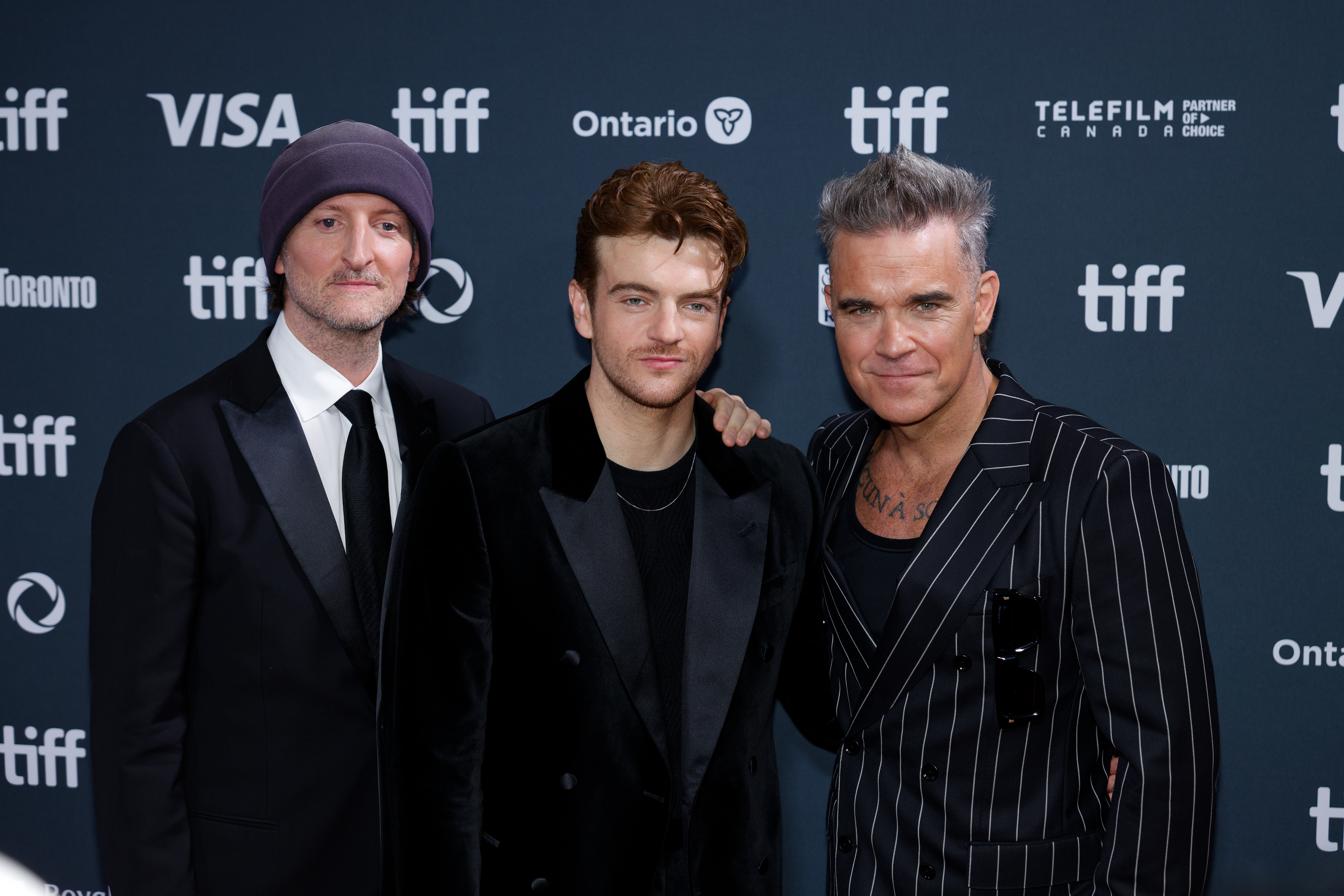
Michael Gracey, Jonno Davies und Robbie Williams am Toronto International Film Festival 2024

Premiere war am 30. August 2024 am Telluride Film Festival. Im September 2024 wurde der Film am Toronto International Film Festival 2024 präsentiert. Im November 2024 eröffnete der Film das International Film Festival of India.
Deutschlandpremiere war am 8. Dezember 2024 im Cinedom in Köln. Am 2. Januar 2025 kam der Film in die deutschen und österreichischen Kinos, den Verleih übernahm in Deutschland die Tobis Film. Auf Blu-ray und DVD erschien der Film am 4. April 2025. Am 2. August 2025 wurde der Film ins Abo-Angebot von Prime Video aufgenommen.
Im Februar 2025 gab Michael Gracey die Arbeit an einer Musical-Adaption bekannt.

## Rezeption

### Kritiken
Am 23. Dezember 2024 waren 49 von 54 bei Rotten Tomatoes aufgeführten Kritiken positiv bei einer durchschnittlichen Bewertung von 7,2 der 10 möglichen Punkte. Bei Metacritic erhielt der Film am 23. Dezember 2024 einen Metascore von 76 von 100 möglichen Punkten, der auf 18 Rezensionen basierte.
Birgit Roschy vergab auf epd-film.de fünf von fünf Sternen. Dieser Musikfilm würde vielleicht dasselbe Publikum begeistern wie Bohemian Rhapsody und Rocketman. Seine Energie beziehe dieses Porträt durch eine gewagte Verfremdung. Dieser Kunstgriff schaffe zugleich Distanz und, als Allegorie eines Menschen, der sich zum Affen macht, Nähe.
Oliver Kube bewertete den Film auf filmstarts.de mit vier von fünf Sternen. Mithilfe des ebenso mutigen wie genialen Kunstgriffs, Robbie Williams von einem CGI-Affen spielen zu lassen, erhebe Michael Gracey sein Werk zu einem angenehm erfrischenden sowie spektakulär umgesetzten Leinwand-Experiment. Zugleich funktioniere der Film auch ganz hervorragend als satirischer Kommentar auf das Genre des Musiker-Biopics an sich.
Corinna Götz bezeichnete den Film auf the-spot-mediafilm.com als sensationell unterhaltsames Filmmusical mit dem kühnsten Besetzungscoup des Biopic-Genres.
Yannick Vollweiler (9 von 10 Punkten) meinte auf film-rezensionen.de, dass die Produktion nicht nur das beste Musik-Biopic der letzten Jahre sei, sondern genreunabhängig einer der besten Filme und größten Überraschungen des neuen Jahres.

### Einspielergebnis
An seinem ersten Wochenende spielte der Film in den USA rund eine Million US-Dollar ein. In Großbritannien erzielte der Film Ende Dezember 2024 an seinem ersten Wochenende umgerechnet 1,9 Millionen Dollar, bei einem Budget von etwa 110 Millionen US-Dollar. In Österreich erreichte die Produktion 7.308 Besucher am Startwochenende und gelangte damit auf Platz 9. In Deutschland startete der Film mit 67.594 Zuschauern bzw. einem Umsatz von 939.906 Euro.

### Auszeichnungen und Nominierungen
AACTA International Awards 2025
- Nominierung in der Kategorie Bester Film (Paul Currie, Jules Daly, Michael Gracey, Coco Xiaolu Ma und Craig McMahon)
- Nominierung in der Kategorie Beste Regie (Michael Gracey)
- Nominierung in der Kategorie Bestes Drehbuch (Oliver Cole, Simon Gleeson und Michael Gracey)
- Nominierung in der Kategorie Bester Hauptdarsteller (Jonno Davies)
- Nominierung in der Kategorie Bester Nebendarsteller (Damon Herriman)
- Nominierung in der Kategorie Beste Nebendarstellerin (Alison Steadman)

AACTA Award 2025
- Nominierung in der Kategorie Bester Film
- Nominierung in der Kategorie Beste Regie im Film (Michael Gracey)
- Nominierung in der Kategorie Bestes Drehbuch (Michael Gracey, Simon Gleeson, Oliver Cole)
- Nominierung in der Kategorie Bester Hauptdarsteller im Film (Jonno Davies)
- Nominierung in der Kategorie Beste Nebendarstellerin im Film (Kate Mulvany)
- Nominierung in der Kategorie Bester Nebendarsteller im Film (Damon Herriman)
- Nominierung in der Kategorie Bester Original Song für Forbidden Road (Robbie Williams, Freddy Wexler, Sacha Skarbek)

British Academy Film Awards 2025
- Nominierung in der Kategorie Beste visuelle Effekte (Luke Millar, David Clayton, Keith Herft und Peter Stubbs)

Critics’ Choice Movie Awards 2025
- Nominierung in der Kategorie Beste visuelle Effekte (Luke Millar, David Clayton, Keith Herft, Peter Stubbs)[36]

Golden Globe Awards 2025
- Nominierung in der Kategorie Bester Filmsong für Forbidden Road (Robbie Williams, Freddy Wexler, Sacha Skarbek)

Oscarverleihung 2025
- Nominierung in der Kategorie Beste visuelle Effekte (Luke Millar, David Clayton, Keith Herft, Peter Stubbs)

Society of Composers & Lyricists Awards 2025
- Nominierung in der Kategorie Bestes Lied in einem visuellen Medium (Comedy oder Musical) für Forbidden Road[37]